# Ruth
Ruth – miasto w Stanach Zjednoczonych, w stanie Karolina Północna, w hrabstwie Rutherford.